# La Maison grise (Chagall)
La Maison grise (en russe : Серый дом) est un tableau réalisé en 1917 par le peintre d'origine biélorusse et russe naturalisé français, Marc Chagall. Il est conservé et exposé au Musée Thyssen-Bornemisza à Madrid, en Espagne.

## Description
La Maison grise fait partie d'une série de peintures de Chagall réalisées dans son pays natal à Vitebsk et dans les environs durant la Première Guerre mondiale. 
C'est une vue de l'ancien centre-ville, sur laquelle on reconnaît trois bâtiments de style baroque biélorusse : l'église de la Résurrection à Vitebsk, l'église de la Dormition de Vitebsk avec son dôme et la Ratoucha de Vitebsk avec son horloge. Ils sont disposés à l'arrière-plan d'une isba en rondins, dans un paysage urbain traditionnel de la région de la Dvina occidentale. Dans ce tableau, Chagall combine le cubisme, dont il a acquis la technique à Paris durant son premier séjour de 1910 à 1914 et qui se manifeste dans la diversité des plans et des changements de perspectives, avec des éléments fantastiques tels que les nuages aux formes étranges. Ou encore, avec le personnage à gauche en bas devant la clôture sur lequel est inscrit un mot en hébreu ( מאדמ ) signifiant fait par un homme, d'un homme  et qui est probablement un autoportrait. La signature du tableau Chagall 1917 se trouve au pied de ce personnage en dessous des mots en hebreu. Cela renvoie à l'idée : fait par cet homme et cet homme c'est Chagall. C'est comme cela que les historiens d'art John Ellis Bowlt et Nicoletta Misler analysent et décrivent la toile. Dans le bois du mur de clôture est gravé en guise de graffiti le mot russe Дурак (prononcé Dourak) qui signifie Imbécile. L'ensemble des éléments de la toile et la prédominance de tons gris créent un sentiment mélangé de tristesse et de joie qui est caractéristique des toiles dans lesquelles Chagall représente son pays natal,. Le sujet du tableau est proche, hormis les couleurs, de celui de La Maison Bleue de Chagall, réalisé en 1920, acquis et conservé par la ville de Liège en 1939. 

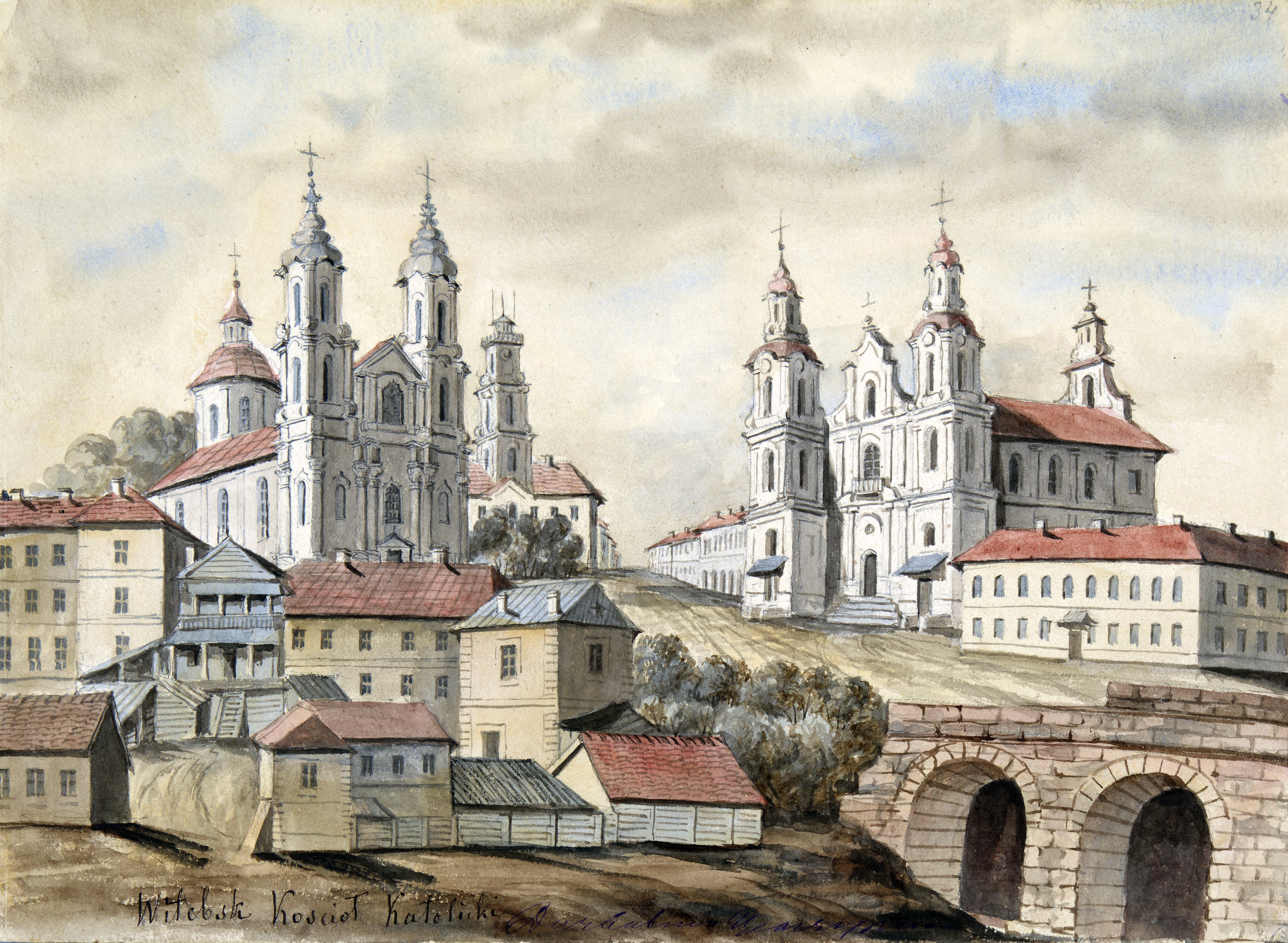
Vitebsk, vue des églises et de la ratoucha (mairie) (par Napoleon Orda en 1875-1876)